# Андреев, Владимир Кузьмич
Влади́мир Кузьми́ч Андре́ев (1930—1996) — советский волейболист, игрок сборной СССР (1951—1955). Чемпион Европы 1951, двукратный чемпион СССР. Нападающий. Мастер спорта СССР (1950).

## Биография
Волейболом начал заниматься в Ленинграде в 1942 году. Выступал за ленинградские команды ДО (в 1948), «Спартак» (с 1949). В составе клубных команд: чемпион СССР 1957, серебряный (1948) и бронзовый (1958) призёр союзных первенств. В составе сборной Ленинграда чемпион (1959) и бронзовый призёр (1956) Спартакиад народов СССР и чемпионатов СССР.
В сборной СССР в официальных соревнованиях выступал в 1951—1955 годах. В её составе: чемпион Европы 1951, участник европейского первенства 1955 (4-е место).
Окончил Ленинградский педагогический институт имени А. И. Герцена и электротехнический техникум. До середины 1950-х — инженер в конструкторском бюро завода «Электросила». После окончания игровой карьеры работал педагогом.